# Maly Trostenets

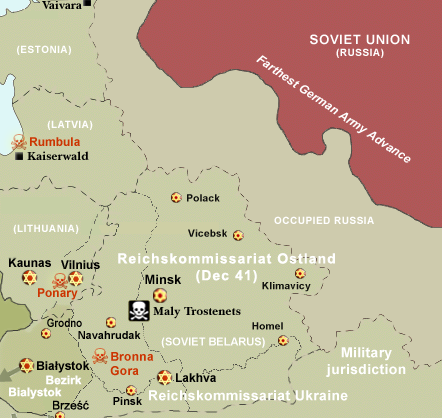
Ubicación de Maly Trostenets.

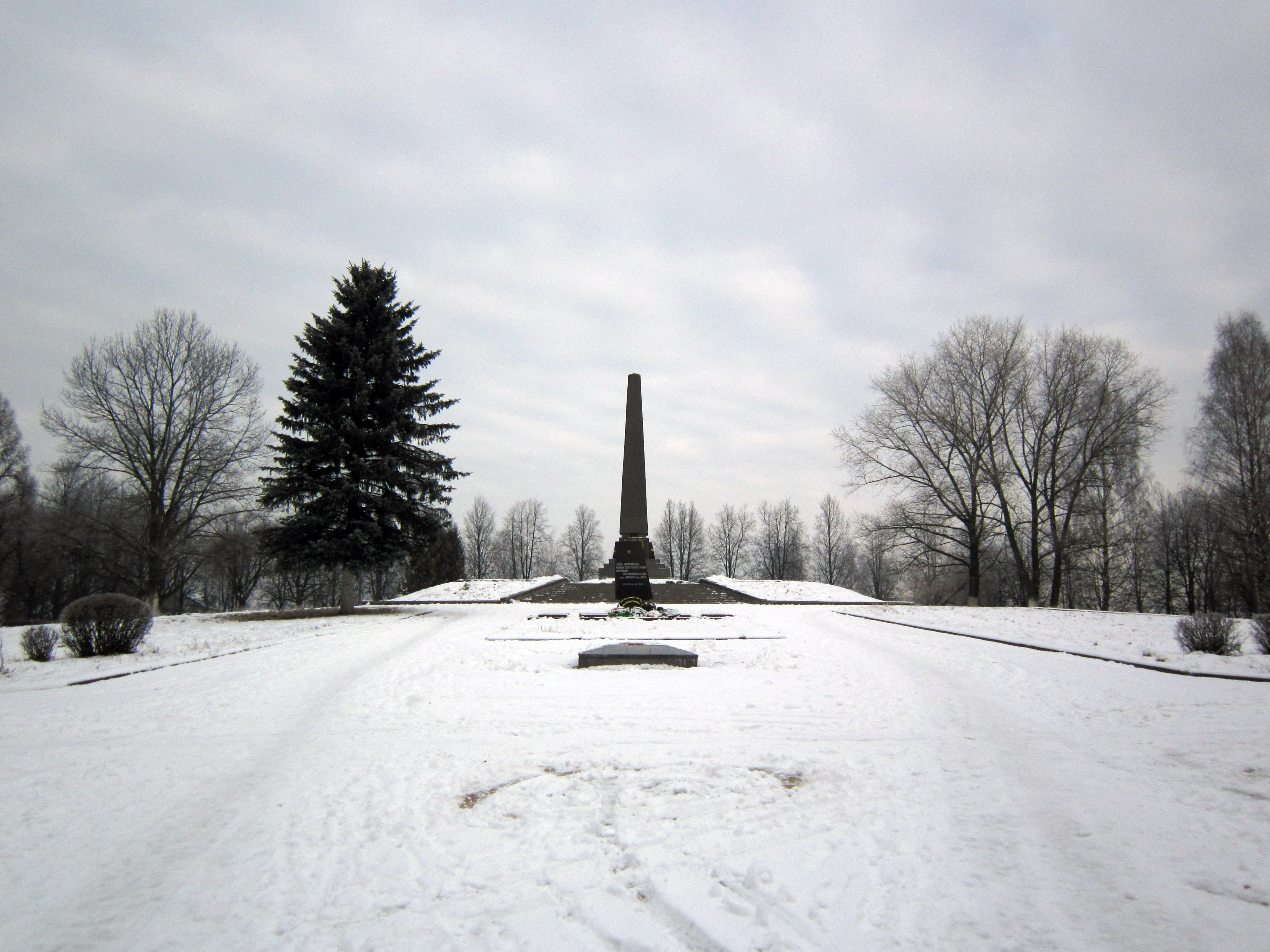
Memorial en la actualidad.

Maly Trostinek[cita requerida] o Maly Trostenets (en ruso: Малый Тростенец; en bielorruso: Малы Трасцянец, romanizado: Maly Trascianiec; en alemán: Vernichtungslager Maly Trostinez) fue un campo de exterminio nazi situado en Bielorrusia. Fue creado el 7 de mayo de 1942 y cerrado el 10 de enero de 1943. Se estiman en 206.000 los muertos en él. Estuvo dirigido por Karl Streibel.

## Historia
Maly Trostinek era un campo dedicado al asesinato masivo de judíos bielorrusos así como los de las zonas de Minsk y de los alrededores. Es difícil saber con exactitud el número de víctimas en Maly Trostinek ya que los nazis destruyeron toda la documentación relativa tanto al campo como al personal S.S. y auxiliar destinado al mismo. 
Si a mediados de julio de 1941 habitaban unos 400.000 judíos en Bielorrusia, se estima que el 80% fueron exterminados por asesinatos masivos en el bosque de Blagovshchina, en donde murieron unos 50.000 judíos y en el bosque de Shashkovka (a 5 kilómetros de Maly Trostinek) en donde se ejecutó a unas 100.000 personas, o por la deportación a otros campos de exterminio. Allí perecieron la soprano Grete Forst, la psicoanalista Margarete Hilferding y el sacerdote católico Vincent Hadleŭski.